# دنیاگیری کووید-۱۹ در تایوان
دنیاگیری کووید-۱۹ در تایوان بخشی از دنیاگیری بیماری کروناویروس ۲۰۱۹ در جهان است. اولین مورد تأیید شده در تایوان در ۲۱ ژانویه ۲۰۲۰ در فرودگاه بین‌المللی تائویوان تایوان اعلام شد.